# Пет очи
Петте очи (на английски: Five Eyes или FVEY), е разузнавателен съюз, съставен от Австралия, Канада, Нова Зеландия, Обединеното кралство и Съединените щати. Те са страни в многостранното споразумение УКУСА, договор за съвместно действие в радиоелектронното разузнаване.
Основите на Петте очи могат да се проследят назад до периода след Втората световна война, когато Атлантическата харта е приета от Съюзниците, за да положат целите си в следвоенния свят. По време на Студената война, разузнавателната система ECHELON е първоначално разработена от Петте очи, за да следи комуникациите на Съветски съюз и Източния блок, докато днес се използва за следене на милиарди лични комуникации по света.
В края на 1990-те съществуването на ECHELON е разкрито за масовата публика, отприщвайки голям дебат в Европейския парламент и в по-малка степен в Конгреса на САЩ. Като част от действията на продължаващата Война срещу тероризма от 2001 г., Петте очи допълнително разширяват способностите си за следене, с голямо ударение поставено на Световната мрежа. Бившият сътрудник на Агенцията за национална сигурност Едуард Сноудън описва Петте очи като „наддържавна разузнавателна организация, която не отговаря пред известните закони в собствените си страни“. Разпространени от Сноудън документи през 2013 г. разкриват, че страните в Петте очи шпионират една на друга гражданите си и споделят събраната информация помежду си, за да заобиколят ограничителните местни закони за следенето на граждани.
Въпреки продължаващото противоречие относно методите им, Петте очи остават един от най-подробните известни разузнавателни съюзи в историята.
Откакто обработените разузнавателни данни са събрани от различни източници, споделянето на информация не е ограничено до радиоелектронното разузнаване (SIGINT) и често включва военното разузнаване, както и агентурно (човешко) разузнаване (HUMINT) и разузнаване, чрез ползване на географски данни и информация (GEOINT). Следващата таблица представя повечето от агенциите в Петте очи, участващи в споделянето на такава информация.
| Държава            | Агенция                                                   | Абревиатура | Роля                                       |
| ------------------ | --------------------------------------------------------- | ----------- | ------------------------------------------ |
| Австралия          | Австралийска тайна разузнавателна служба                  | ASIS        | Агентурно разузнаване                      |
| Австралия          | Австралийска дирекция по сигнали                          | ASD         | Радиоелектронното разузнаване              |
| Австралия          | Австралийска организация за сигурност и разузнаване       | ASIO        | Държавна сигурност                         |
| Австралия          | Австралийска организация за геопространствено разузнаване | AGO         | Географско разузнаване                     |
| Австралия          | Организация за отбранително разузнаване                   | DIO         | Военно разузнаване                         |
| Канада             | Разузнавателно командване на канадските сили              | CFINTCOM    | Военно разузнаване, Географско разузнаване |
| Канада             | Център за комуникационна сигурност                        | CSE         | Радиоелектронно разузнаване                |
| Канада             | Канадска служба за сигурност и разузнаване                | CSIS        | Агентурно разузнаване, Държавна сигурност  |
| Нова Зеландия      | Дирекция по военно разузнаване и сигурност                | DDIS        | Военно разузнаване                         |
| Нова Зеландия      | Бюро за сигурност на правителствените комуникации         | GCSB        | Радиоелектронното разузнаване              |
| Нова Зеландия      | Служба за сигурност и разузнаване на Нова Зеландия        | NZSIS       | Агентурно разузнаване                      |
| Обединено кралство | Отбранително разузнаване                                  | DI          | Военно разузнаване                         |
| Обединено кралство | Централа на правителствените комуникации                  | GCHQ        | Радиоелектронното разузнаване              |
| Обединено кралство | Служба за сигурност (МИ5)                                 | MI5         | Държавна сигурност                         |
| Обединено кралство | Тайна разузнавателна служба                               | MI6, SIS    | Агентурно разузнаване                      |
| САЩ                | Централно разузнавателно управление                       | CIA         | Агентурно разузнаване                      |
| САЩ                | Агенция за отбранително разузнаване                       | DIA         | Военно разузнаване                         |
| САЩ                | Федерално бюро за разследване                             | FBI         | Държавна сигурност                         |
| САЩ                | Национална агенция за геопространствено разузнаване       | NGA         | Географско разузнаване                     |
| САЩ                | Агенция за национална сигурност                           | NSA         | Радиоелектронното разузнаване              |